# Пандемия COVID-19
Пандеми́я COVID-19 — пандемия из-за распространения коронавируса SARS-CoV-2. Вспышка заболеваемости вирусом впервые была зафиксирована в Ухане, Китай, в декабре 2019 года.
30 января 2020 года Всемирная организация здравоохранения (ВОЗ) объявила эту вспышку чрезвычайной ситуацией в области общественного здравоохранения, имеющей международное значение, а 11 марта — пандемией. По состоянию на январь 2025 года зарегистрировано свыше 777 миллионов случаев заболевания по всему миру; подтверждено более 7 млн летальных исходов заболевания, что делает пандемию COVID-19 одной из самых смертоносных и опасных в истории
5 мая 2023 года глава ВОЗ Тедрос Адханом Гебрейесус объявил, что COVID-19 больше не является мировой чрезвычайной угрозой в области здравоохранения, хотя опасность продолжает оставаться серьёзной. Пандемия имеет «тенденцию к снижению», её чрезвычайная фаза завершилась. По состоянию на май 2023 года, пандемия была не окончена.
ВОЗ оценила общее число смертей, прямо или косвенно связанных в 2020 и 2021 годах с пандемией COVID-19 (описываемое как «избыточная смертность»), примерно в 15 миллионов человек. Это в целом согласуется с результатами других исследований.
В основном вирус SARS-CoV-2 передаётся при тесном контакте, чаще всего через небольшие капли, образующиеся при кашле, чихании и разговоре. Капли обычно падают на землю или на поверхности, а не перемещаются по воздуху на большие расстояния. Передача может также происходить через более мелкие капли, которые способны оставаться взвешенными в воздухе в течение более длительных периодов времени. Реже возможно заражение после прикосновения к загрязнённой поверхности, а затем к лицу. Инфицированный наиболее заразен в течение первых трёх дней после появления симптомов, хотя распространение возможно и до появления симптомов, а также через людей, не проявляющих симптомов.
Биологи в лабораторных экспериментах на клетках человека доказали, что ни сам коронавирус SARS-CoV-2, ни его фрагменты, используемые в вакцинах, не вносят изменения в ДНК человека и не встраиваются в его геном. Результаты исследования опубликованы в авторитетном рецензируемом научном журнале Cell Reports.
К распространённым симптомам относятся лихорадка, кашель, утомление, одышка, потеря вкуса и аносмия (потеря обоняния), возможна заложенность ушей. При осложнениях могут возникать острый респираторный дистресс-синдром (ОРДС) и пневмония (воспаление лёгких). Инкубационный период, то есть отрезок времени от момента заражения до проявления симптомов, обычно составляет около 5 дней, но может варьироваться от 2 до 14 дней. Поскольку нет никаких противовирусных препаратов для лечения заболевания, первичное лечение производится при помощи симптоматической терапии (устранение отдельных симптомов). С конца 2020 года существует несколько вакцин против COVID-19, ряд стран начал массовую вакцинацию против COVID-19.
В качестве профилактических мер рекомендуются мытьё рук, прикрывать рот и нос локтевым сгибом при кашле или чихании, поддержание дистанции от других людей (социальное дистанцирование), ношение защитной маски в общественных местах, дезинфекция поверхностей, увеличение вентиляции и фильтрации воздуха в помещении, а также мониторинг и самоизоляция для людей, подозревающих, что они инфицированы. Органы власти во всём мире приняли меры, введя ограничения на путешествия, контроль риска на рабочем месте и закрытие объектов. Кроме того, многие учреждения работают над повышением потенциала тестирования и отслеживанием контактов инфицированных лиц.
Пандемия COVID-19 стала причиной серьёзных социально-экономических последствий, включая крупнейшую мировую рецессию после Великой депрессии и недоедание, затронувшее около 265 млн человек. Она привела к переносу или отмене множества спортивных, религиозных, политических и культурных мероприятий, а широко распространённый дефицит поставок усугубился паническими покупками. Уменьшились выбросы загрязняющих веществ и парниковых газов. Школы, университеты и колледжи были закрыты либо на общенациональной, либо на местной основе в 172 странах, что затронуло приблизительно 98,5 % мирового населения школьного и студенческого возрастов. Пандемия привела к стремительному развитию во всём мире дистанционных форматов обучения. Дезинформация о вирусе распространилась через социальные сети и средства массовой информации.

## Вспышка COVID-19 в Китае и последующее введение карантина на границах с Китаем
В декабре 2019 года в Ухане в Китае в одной из больниц обратили внимание на рост случаев заболевания пневмонией с тяжёлым течением с неясной причиной. Впоследствии, при углублённом изучении, был выявлен новый вирус, как этиологический фактор вызвавший эти заболевания.

### Причины возникновения
Многие первые заболевшие имели отношение к рынку Уханя, на котором продаются морепродукты, а также птицы, змеи, летучие мыши и сельскохозяйственные животные. Поскольку в ходе расшифровки генома коронавируса в нём были обнаружены составные части, близкие коронавирусам летучих мышей и панголинов, то предполагалось, по одной из версий, что на пространстве Уханьского рынка морепродуктов произошла встреча летучих мышей и панголинов, создавшая условия для рекомбинации коронавирусов этих животных. Впервые эта версия появилась в заявлении городских властей Уханя 31 декабря 2019 года, на следующий день после того, как за выяснение происхождения нового вируса взялось руководство Уханьского института вирусологии. Согласно муниципальным отчётам, летучие мыши никогда не продавались на местном рынке, а панголины занесены в Красную книгу. Посол КНР в России утверждает, что коронавирус был завезён на рынок неким инфицированным человеком, после чего вспыхнула эпидемия.
30 декабря 2019 года власти Уханя направили в Уханьский институт вирусологии запрос — провести проверку на предмет того, не было ли в УИВ неправильного обращения с экспериментальными материалами. 31 декабря Ши Чжэнли начала проверку своей лаборатории на предмет возможной утечки из неё коронавируса. 6 февраля профессор Ботао Сяо опубликовал статью, в которой высказал версию о возможном происхождении нового коронавируса в УИВ. 7 февраля Ши Чжэнли заявила, что коронавирус не имеет отношения к её лаборатории.
В марте 2021 года ВОЗ по итогам расследования в Китае опубликовала доклад о происхождении коронавируса, в котором наиболее вероятным вариантом была названа его передача человеку от животных. Версия искусственного происхождения там оценивалась как «крайне маловероятная». При этом ВОЗ отмечала, что китайские власти не в полной мере ознакомили международных специалистов с необходимыми документами, которые бы позволили сделать выводы о происхождении вируса.
В июле 2021 года Тедрос Гебрейесус, глава Всемирной организации здравоохранения, заявил, что пока рано исключать версию распространения вируса после утечки из лаборатории в Китае, и призвал Китай к открытому сотрудничеству. Он также сообщил о планах ВОЗ проверить лаборатории в Ухане, однако Китай отверг предложенный ВОЗ план второго этапа расследования происхождения COVID-19.
При этом газета Wall Street Journal в мае 2021 года сообщила, со ссылкой на секретный отчёт разведки США, о том, что ещё в ноябре 2019 года трое сотрудников уханьской вирусологической лаборатории обратились к врачам из-за болезни, симптомы которой напоминали и COVID-19, и обычную ОРВИ.

### Эпидемиологические данные по Китаю

#### Оценки летальности и смертности
Для правильной оценки рисков нужны дополнительные исследования для выявления распространённости вируса среди населения в целом, в том числе среди людей без симптомов заболевания. Реальная распространённость COVID-19, спектр его распространения и реальный уровень смертности остаются неизвестными. Зарегистрированные показатели смертности в разных странах очень неоднородны: в Германии сообщается об очень небольшом количестве смертей (CFR 0,35 %) по сравнению с другими европейскими странами с аналогичным населением и системами здравоохранения, что свидетельствует об отсутствии единообразных критериев оценки смертных случаев.
ВОЗ опубликовала данные, согласно которым по состоянию на 30 марта 2020 года количество смертей, делённое на количество диагностированных случаев, составляло 4,7 % (29 957/634 835). К показателям смертности относятся коэффициент летальности (CFR), который отражает процент диагностированных людей, умирающих от заболевания, и коэффициент смертности от инфекции (IFR), который представляет собой процентную долю умерших от общего числа инфицированных (диагностированных и не диагностированных). Эти показатели не привязаны ко времени и рассчитываются после завершения эпидемии. Ряд учёных пытались рассчитать эти цифры для конкретных групп населения. Значения CFR создают преувеличенное впечатление риска от болезни в условиях, когда много случаев заболевания остаются незамеченными. С другой стороны, этот показатель может преуменьшать реальный риск, если не регистрируются случаи смерти от заболевания. Показатель меняется в зависимости от различных факторов, включая охват тестирования. В Китае оценки CFR снизились с 17,3 % (для тех, у кого симптомы начались 1—10 января 2020 года) до 0,7 % (для тех, у кого симптомы появились после 1 февраля 2020 года).
В Китае по состоянию на 5 февраля около 80 % смертей приходилось на лиц старше 60 лет, у 75 % были серьёзные заболевания, включая сердечно-сосудистые и диабет. Время от развития симптомов до смерти составляло от 6 до 41 дня, чаще всего 14 дней.
| 0,0 %0,2 %0,4 %1,3 %3,6 %8,0 %14,8 %0-910-1920-2930-3940-4950-5960-6970-79 ≥ 80 |

| 0,0 %0,3 %0,4 %1,0 %3,5 %12,8 %20,2 %0-910-1920-2930-3940-4950-5960-6970-79 ≥ 80 |

#### Декабрь 2019 года
Первые сообщения о вспышках болезни появились в Китае 31 декабря 2019 года, а первые клинические проявления у заболевших возникли ранее — 8 декабря 2019 года.

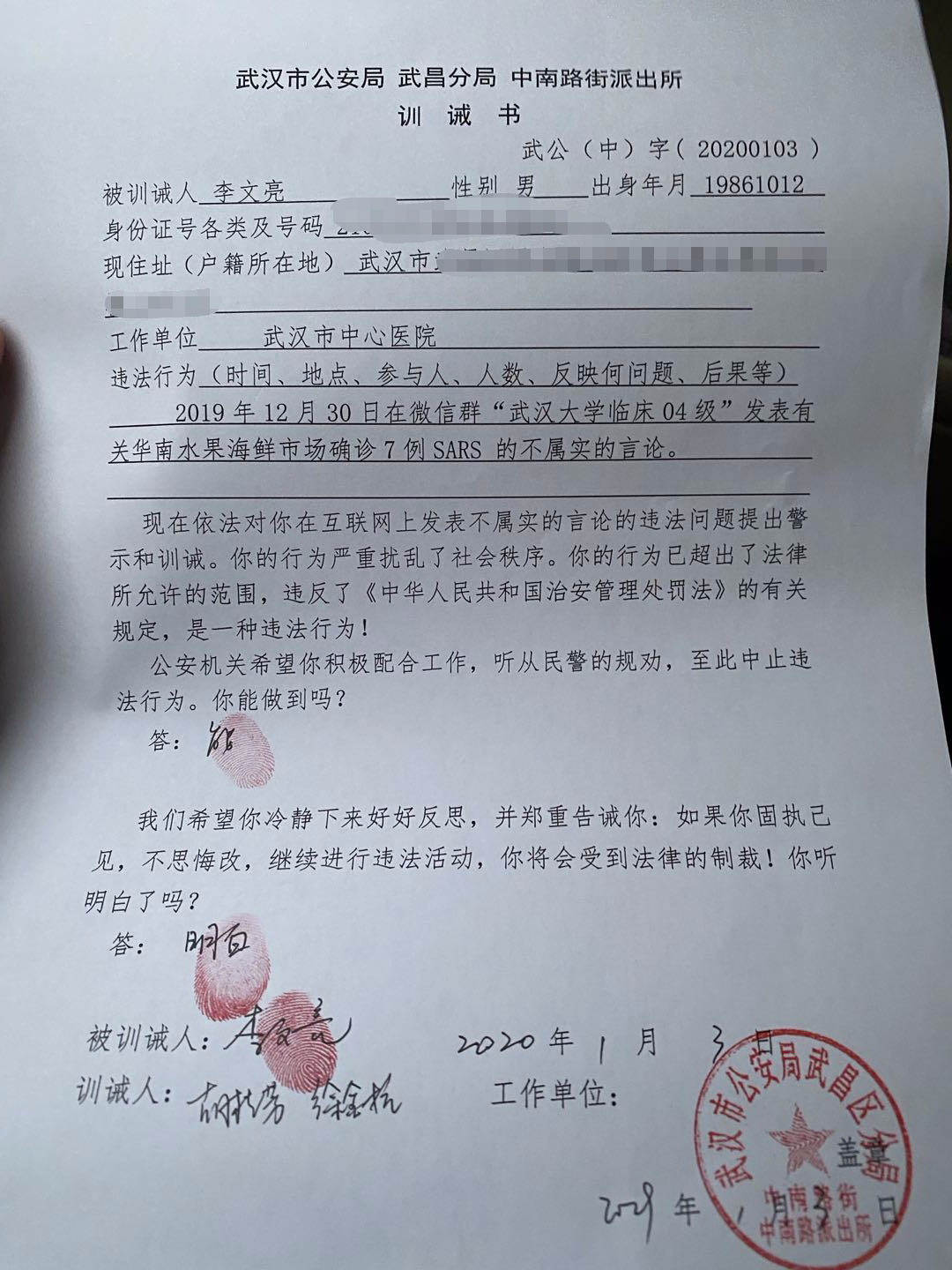
Расписка Ли Вэньляна о том, что он предупреждён о недопустимости распространения ложных слухов, взятая полицией Уханя

Утверждается, что 30 декабря 2019 года офтальмолог Ли Вэньлян первым сообщил о новом вирусе, аналогичном вирусу SARS, в беседе выпускников медицинского факультета Уханьского университета в чате WeChat, после чего был вызван в полицию и строго предупреждён о недопустимости распространения слухов.

#### Январь 2020 года
1 января 2020 года рынок в Ухане был закрыт, а людей с клиническими проявлениями инфекции изолировали. Впоследствии был проведён мониторинг более 700 человек, в том числе более 400 медицинских работников, контактировавших с подозрительными случаями заболеваний. При применении диагностического ПЦР-теста подтвердилось наличие коронавирусной инфекции COVID-19 у 41 человека в районе Уханя. Позже сообщалось о супружеской паре, в которой один из супругов на рынке не был, но всё равно заболел, тогда как ещё трое других членов этой же семьи работали на этом рынке. 9 января в Ухане от новой болезни умер 61-летний человек. 16 января власти Китая объявили, что накануне умер ещё один 69-летний мужчина в Ухане, у которого также подтвердилось заболевание.
Первый случай за пределами Китая стал известен 13 января. Это была 61-летняя женщина, которая прилетела из Уханя 8 января в Бангкок (Таиланд). К 18 января количество случаев за пределами Китая увеличилось до трёх случаев (два в Таиланде, один в Японии).
Из того факта, что за пределами Китая были зарегистрированы несколько случаев заболевания, эпидемиологи пришли к выводу, что число людей, инфицированных в Ухане, должно быть значительно больше (на 1—2 порядка), чем официально объявленные 41 случай. По оценкам, высказываемым экспертами-вирусологами, число людей, инфицированных в Ухане, на 17 января составило до 1700 человек.
Тот факт, что несколько сотрудников больницы, которые занимались лечением больных, также заболели, ясно показал, что вирус может передаваться от человека к человеку.
В аэропортах Сингапура и Гонконга были приняты меры безопасности: пассажиров, прибывающих из Уханя, специально досматривали на предмет повышенной температуры и опрашивали о симптомах пневмонии. Различные аэропорты в России, Таиланде, Южной Корее, Малайзии и на Филиппинах приняли аналогичные меры.
С 18 января соответствующие меры контроля также были введены в трёх основных аэропортах США — международном аэропорту Сан-Франциско (SFO), международном аэропорту Лос-Анджелеса (LAX) и международном аэропорту имени Джона Кеннеди в Нью-Йорке (JFK). Аналогичные меры были приняты и в РФ. По сообщению Роспотребнадзора, по состоянию на 28 января было выявлено 103 заболевших с признаками острых респираторных вирусных инфекций, но, по результатам лабораторных исследований, ни у одного из них новой инфекции COVID-19 не зарегистрировано.
20 января китайские власти сообщили о резком увеличении числа новых случаев заболевания, вызванного коронавирусной инфекцией COVID-19, сразу на 140 новых пациентов; некоторые из них оказались за пределами Уханя — в Шэньчжэне и Пекине. Также сообщалось о ещё одной смерти, вызванной вирусом, и о первом случае заболевания в Южной Корее. Китайские власти официально подтвердили, что имели место случаи передачи инфекции от человека к человеку. 21 января у американца, который вернулся из Уханя в Сиэтл (США) 15 января, была диагностирована первая инфекция COVID-19 года за пределами Азии. Были высказаны серьёзные опасения, что предстоящий китайский Новый год может значительно способствовать распространению вируса. Сотни миллионов китайцев традиционно посещают этот праздник в Китае и за его пределами, чтобы отдохнуть, отпраздновать и посетить своих родственников.
17 января группа микробиологов из Имперского колледжа Великобритании опубликовала оценку динамики распространения заболевания, согласно которой к 12 января произошло 1723 случая заражения (доверительный интервал 95 %: 427—4471). Эти расчёты основывались на уточнённой статистике и модели первоначального распространения аналогичного коронавируса в Таиланде и Японии. Они также пришли к выводу, что «нельзя исключать возможность быстрой самостоятельной передачи вируса от человека человеку». По мере появления новых случаев заражения, позже были внесены коррективы: «в соответствии с новыми данными о динамике роста количества людей, имеющих симптомы заражения COVID-19, предполагается наличие более 4000 случаев в городе Ухань». Группа вирусологов из университетов Гонконга пришла к тому же выводу, что и предыдущие исследователи, с дополнительными уточнениями относительно скорости распространения заболевания на транспорте Китая.
30 января на заседании комитета по чрезвычайным ситуациям ВОЗ вспышка нового коронавируса была признана чрезвычайной ситуацией в области общественного здравоохранения, имеющей международное значение. Как пояснил генеральный директор ВОЗ Тедрос Аданом Гебреисус, основная причина такого решения не в распространении вируса в Китае, а в том, что его фиксируют в других странах. Больше всего ВОЗ беспокоит возможность вспышки вируса в странах с неразвитой системой здравоохранения.

#### Последующие месяцы
В феврале 2020 года инфекция начала быстро распространяться по разным странам, несмотря на принимаемые властями Китая карантинные меры. 11 марта 2020 года ВОЗ объявила, что вспышка приобрела характер пандемии. В то же время, в самом Китае со вспышкой инфекции ко второй половине марта удалось в основном справиться. 19—20 марта в континентальном Китае не было зарегистрировано новых случаев заражения (хотя и были выявлены инфицированные, прибывшие из-за рубежа). 25 марта китайские власти сняли карантин в провинции Хубэй. С 28 марта возобновило работу метро в Ухане. 29 марта китайские власти заявили об окончании эпидемии коронавируса в стране.
С другой стороны, с 28 марта в Китае был введён запрет на въезд иностранцев в страну из-за опасений повторной вспышки инфекции. Запрет касается большинства иностранных граждан, включая тех, кто имеет действующую визу или вид на жительство в Китае.

## Распространение по миру

### Профилактика
Для предотвращения передачи инфекции необходимо соблюдать меры личной гигиены, часто мыть руки, не касаться грязными руками глаз, носа и рта, при кашле и чихании использовать одноразовый платок и незамедлительно выбрасывать его после применения. Тех, кто, возможно, уже инфицирован, просят носить хирургические маски в общественных местах (в некоторых странах без хирургических масок нахождение в общественных местах временно запрещено). Социальное дистанцирование также является одним из рекомендуемых способов сдерживания инфекции.
Правительства многих стран ограничили или запретили необязательные поездки в государства и регионы, где произошла вспышка заболевания. Однако во многих областях по миру вирус вышел на национальный уровень. Это означает, что многие заболевшие не могут установить, когда или где они были инфицированы.
Медицинским работникам и людям, осуществляющим уход за больным, следует пользоваться средствами индивидуальной защиты и соблюдать стандартные меры предосторожности.
Отслеживание контактов также является важным методом для выявления носителей инфекции и остановке последующей передачи. Однако использование правительством данных геолокации с мобильных телефонов для отслеживания контактов в условиях эпидемии вызывает серьёзные опасения в вопросах сохранения неприкосновенности личной информации. По данным на 7 апреля 2020 года, различные экспертные группы занимаются разработкой мобильных приложений, которые могли бы помочь в борьбе с распространением инфекции, не нарушая конфиденциальности. С помощью технологий типа Bluetooth Smart мобильные приложения смогут подавать сигнал пользователю о близком контакте с носителем вируса и опасности заражения.
В Южной Корее удалось купировать распространение эпидемии массовыми тестами: на улице, в мобильных пунктах, которые были развёрнуты в городах, где произошли вспышки заболеваемости. К 20 марта было сделано более 316 тысяч тестов. Кроме того, всех людей, контактировавших с заболевшими, изолировали.

### Эпидемиология и карантинные меры

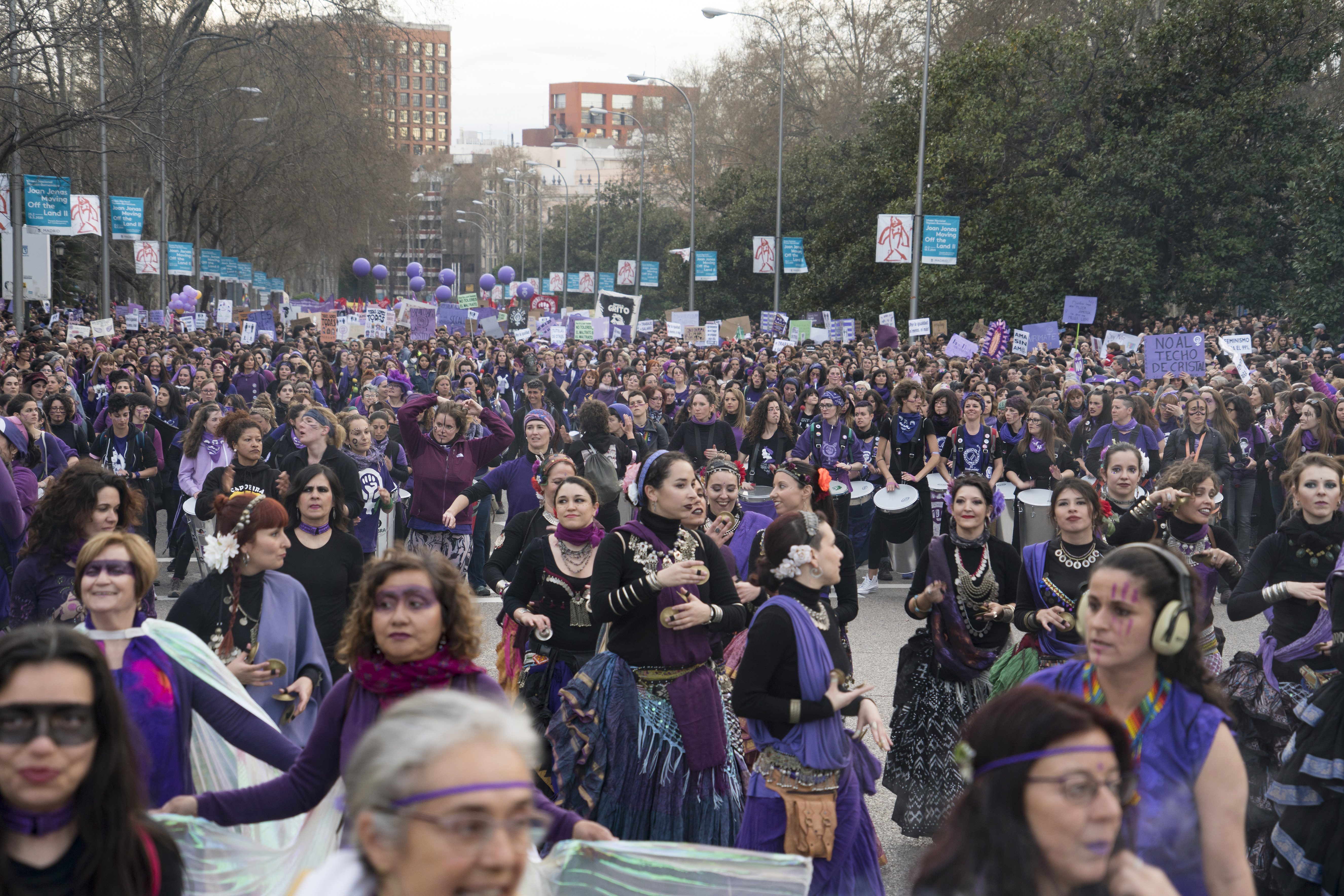
Испанские феминистки устраивают марш во время эпидемии COVID-19. Мадрид, 8 марта 2020 года

11 марта 2020 года ВОЗ объявила, что вспышка COVID-19 приобрела характер пандемии, а два дня спустя — что центром пандемии является Европа. К этому моменту там ежедневно сообщалось о большем количестве новых случаев заражения, чем в пик эпидемии в Китае. При этом растёт число случаев отсутствия эпидемиологических связей для объяснения источника передачи вируса. Лидером по распространению инфекции в Европе стала Италия. На 16 марта 2020 года число случаев заражения составило там около 25 тысяч, а число жертв превысило 1800. На втором месте по числу инфицированных оказалась Испания — около 8 тысяч случаев заражения и около 300 смертей. Тысячи случаев заражения были зарегистрированы также во Франции и в Германии. Общее число заразившихся за пределами Китая (88 365) превысило по состоянию на 16 марта количество инфицированных в Китае (81 020). В тот же день было объявлено, что внешние границы Шенгенской зоны и Евросоюза с 17 марта закрываются на въезд (предварительный срок действия ограничений — 30 дней).
Во второй половине марта быстрое распространение инфекции по странам Европы продолжилось. В то же время, исключительно быстрый рост числа заражений начался в США. 24 марта ВОЗ предупредила, что эта страна становится новым очагом распространения инфекции. К 4 апреля США вышли на первое место в мире по числу заражений (277 607), обогнав не только Италию, но и Китай (81 782 случая). С первых дней пандемии COVID в США для оценки масштаба инфекции были применены методики эпидемиологии сточных вод. Анализы сточных вод продемонстрировали высокую достоверность и повторяемость результатов, в сентябре 2020 года в рамках Центров по контролю и профилактике заболеваний США была организована Национальная система контроля сточных вод (National Wastewater Surveillance System NWSS). По состоянию на начало 2022 года данные, собираемые NWSS считались важным независимым источником сведений о распространении SARS-CoV-2 в США.
Единственным континентом, где не было зафиксировано подтверждённых случаев COVID-19, являлась Антарктида, однако в декабре 2020 заражения данной инфекцией были зафиксированы и там.

#### Цифровой сертификат ЕС
EU Digital COVID Certificate (EUDCC, в Италии известен как Green Pass) — цифровой сертификат ЕС о COVID-19. С 1 июля 2021 года в странах ЕС введён сертификат вакцинации от коронавирусной инфекции, который содержит информацию о полученной вакцине от коронавируса, отрицательном ПЦР-тесте, либо о перенесённом заболевании и наличии иммунитета. Истекающие сертификаты 30 июня 2022 были продлены ещё на 12 месяцев.

### Социально-экономические последствия
Продолжающееся распространение инфекции по всему миру привело к обвалу фондового рынка, который начался в середине февраля 2020 года; в частности, Промышленный индекс Доу Джонса, и индекс S&P 500 упали за последующий месяц на 26—27 %.
К 27 января, на фоне роста числа заболевших, падение затронуло FTSE 100 и европейские биржи. На Лондонской фондовой бирже из-за опасений по поводу снижения потребностей Китая в металлах и полезных ископаемых сильнее всего упали акции горнодобывающих компаний. Снижению подверглись акции гостиничных холдингов, авиакомпаний и ритейлеров класса люкс (35 % продаж данных товаров приходится на Китай, а 25 января отмечался Китайский Новый год), цена нефти на международных рынках снизилась на 3 %. В то же время подскочили цены на более безопасные активы вроде золота и государственных облигаций.
Эпидемия и связанные с ней карантинные меры привели к снижению спроса на энергоносители со стороны их крупнейшего потребителя и импортёра — КНР. Цена нефти европейского сорта Brent с января по февраль упала с 69 до 54 долларов за баррель, цена спотовых контрактов на российский природный газ европейской площадки TTF снизилась до 102 долларов за 1000 кубометров (в 2019 году средняя цена составляла 204,7 доллара). В дальнейшем (в том числе и из-за срыва нового соглашения ОПЕК+) падение резко ускорилось.
Влияние на автомобильную промышленность 

Влияние на аэрокосмическую промышленность
Продолжительный стресс, неопределённость и переживаемое чувство утраты и горя приводят к заметному увеличению злоупотребления алкоголем и другими психоактивными веществами.
В ходе пандемии происходили случаи ксенофобии и дискриминации в отношении китайского народа и тех, кто воспринимается как китайцы или выходцы из регионов с высоким уровнем инфицирования.
Эпидемия вызвала рост бедности по всему миру, которого не наблюдалось в течение последних десятилетий. Вместе с бедностью увеличился и уровень безработицы.

#### Культурные мероприятия
Было отменено или отложено множество спортивных соревнований, в том числе национальные чемпионаты европейских стран практически по всем видам спорта, включая футбол; был отложен на год чемпионат Европы по футболу 2020 года, а также Летние Олимпийские игры 2020 года, которые должны были начаться 24 июля в Токио.
Было отменено или отложено множество фестивалей, выставок и конкурсов, включая Московский международный кинофестиваль, Каннский кинофестиваль, авиасалон Фарнборо и конкурс песни «Евровидение-2020».

### Экологические последствия

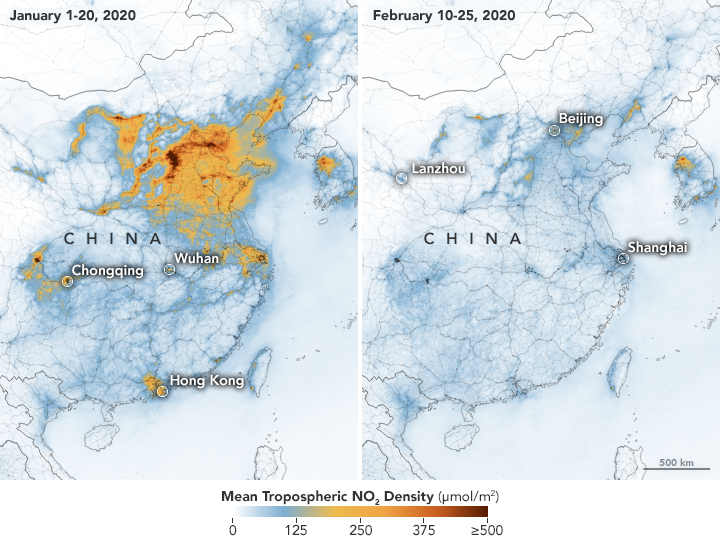
Данные, собранные с помощью спутника ESA Sentinel-5, показывающие падение уровня выбросов диоксида азота над Китаем в период с 1 января по 25 февраля 2020 года

Введение строгих мер по сдерживанию распространения вируса COVID-19 (вынужденная самоизоляция, карантин, закрытие границ и производств, ограничение авиасообщения между странами) начало оказывать положительное влияние на состояние окружающей среды.
Вследствие пандемии в Китае, лидере по объёму выбросов парниковых газов в мире, произошло сокращение на 25 % потребляемой энергии и выбросов в течение двух недель с момента начала карантина (по сравнению с предыдущими годами). Сокращение связано, в основном, со снижением промышленного производства, потребления электроэнергии и использования транспорта. В начале 2020 года рост выбросов в Китае сократился на 1 %.
На снимках со спутников NASA зафиксировано, что концентрация диоксида азота над Китаем значительно снизилась за один месяц, а на снимках Европейского космического агентства заметно сокращение выбросов парниковых газов над Южной Кореей и Европой, в особенности, над Италией.
На фоне всплеска панических настроений из-за быстрого распространения инфекции также наблюдается откат антипластиковых кампаний по всему миру. В США годами лоббируемый экоактивистами запрет на использование одноразового пластика в стране, естественно, был подвергнут переоценке после вспышки COVID-19. Губернатор штата Нью-Гемпшир призвал покупателей отказаться от многоразовых холщовых сумок, так как они могут служить местом скопления инфекций, в том числе, COVID-19, и упаковывать продукты в одноразовые пластиковые пакеты, так как они считаются наиболее безопасными. А сеть Starbucks на время пандемии запретила посетителям использовать многоразовые кружки.
Вызванный пандемией кризис и его последствия могут нанести удар по деятельности экологических движений, например, таких, как zero waste. В частности, корпорации могут отвергнуть их положения о повторной переработке отходов, замене одноразового многоразовым и т. п. для быстрого выхода из кризиса.
В Китае доля мясных продуктов и морепродуктов, продающихся в упаковке, невелика по сравнению с США и Западной Европой, но после вспышки вируса, согласно отчёту консалтинговой компании Wood Mackenzie, в стране могут ужесточить требования к упаковке мясных продуктов, что может повысить спрос на пластиковую упаковку.
Согласно отчёту BloombergNEF, из-за высокой востребованности медицинских масок и пластиковой упаковки полимерная индустрия в момент пандемии может сохранять позиции или даже демонстрировать рост; но общие изменения спроса на пластик пока не оценены.
Вместе с тем, по некоторым данным, в области переработки пластика наблюдается частичный регресс из-за уменьшения спроса вследствие снижения промышленной активности Китая и падения цен на нефть, от которых зависит стоимость производства непереработанного пластика. Поэтому общее влияние пандемии вируса и кризисных явлений на состояние окружающей среды в настоящее время должно быть оценено как неоднозначное.

### Протесты против антиковидных ограничений
В связи с жёсткими антиковидными ограничениями из-за пандемии COVID-19 появилась тенденция негативного отношения к ограничительным мерам, вводимыми властями. В этой связи в ряде государств и регионов прошли протесты против жёстких антиковидных ограничений.

## Статистика заболеваний по странам и территориям
| Страны и территории | Страны и территории                                 | Заражено    | Выздор.     | Скончалось | Летал., % | На 1 млн |
| Всего 000000000000000 | Всего 000000000000000                               | 648 516 665 | 626 263 547 | 6 642 548  | 1,024     | 83199    |
| --- | --------------------------------------------------- | ----------- | ----------- | ---------- | --------- | -------- |
| Соединённые Штаты Америки | США                                                 | 100 743 392 | 98 191 251  | 1 106 378  | 1,098     | 300901   |
| Индия | Индия                                               | 44 673 984  | 44 137 617  | 530 624    | 1,188     | 31760    |
| Франция | Франция                                             | 37 916 052  | 36 935 415  | 159 026    | 0,419     | 578125   |
| Германия | Германия                                            | 36 530 020  | 35 853 000  | 158 109    | 0,433     | 435485   |
| Бразилия | Бразилия                                            | 35 336 482  | 34 257 388  | 689 998    | 1,953     | 164086   |
| Республика Корея | Республика Корея                                    | 27 208 800  | 26 187 426  | 30 621     | 0,113     | 530077   |
| Япония | Япония                                              | 24 911 367  | 20 713 863  | 49 826     | 0,200     | 198363   |
| Италия | Италия                                              | 24 260 660  | 23 587 105  | 181 098    | 0,746     | 402581   |
| Великобритания | Великобритания                                      | 24 000 101  | 23 744 855  | 196 821    | 0,820     | 350377   |
| Россия | Россия                                              | 21 597 613  | 21 003 575  | 39 206     | 0,182     | 148126   |
| Турция | Турция                                              | 17 005 537  | 16 904 137  | 101 400    | 0,596     | 198751   |
| Испания | Испания                                             | 13 595 504  | 13 382 293  | 115 901    | 0,852     | 291005   |
| Вьетнам | Вьетнам                                             | 11 516 489  | 10 608 577  | 43 176     | 0,375     | 116383   |
| Австралия | Австралия                                           | 10 659 898  | 10 546 102  | 16 137     | 0,151     | 408914   |
| Аргентина | Аргентина                                           | 9 727 247   | 9 590 207   | 130 025    | 1,337     | 211415   |
| Нидерланды | Нидерланды                                          | 8 541 997   | 8 494 757   | 22 909     | 0,268     | 496297   |
| Китайская Республика (Тайвань) | Китайская Республика                                | 8 329 008   | 7 982 087   | 14 387     | 0,173     | 348660   |
| Иран | Иран                                                | 7 559 737   | 7 335 207   | 144 634    | 1,913     | 87881    |
| Мексика | Мексика                                             | 7 132 792   | 6 400 759   | 330 525    | 4,634     | 54216    |
| Индонезия | Индонезия                                           | 6 669 821   | 6 452 237   | 159 884    | 2,397     | 23895    |
| Польша | Польша                                              | 6 353 310   | 5 335 940   | 118 328    | 1,862     | 168345   |
| Колумбия | Колумбия                                            | 6 318 021   | 6 142 640   | 141 911    | 2,246     | 122650   |
| Австрия | Австрия                                             | 5 566 947   | 5 498 911   | 21 216     | 0,381     | 613999   |
| Португалия | Португалия                                          | 5 542 265   | 5 498 961   | 25 450     | 0,459     | 546544   |
| Греция | Греция                                              | 5 404 690   | 5 318 479   | 34 309     | 0,635     | 523881   |
| Украина | Украина                                             | 5 336 293   | 5 213 804   | 110 505    | 2,071     | 123548   |
| Малайзия | Малайзия                                            | 4 994 543   | 4 933 381   | 36 695     | 0,735     | 150524   |
| Чили | Чили                                                | 4 925 051   | 4 851 651   | 62 484     | 1,269     | 255844   |
| Корейская Народно-Демократическая Республика | Корейская Народно-Демократическая Республика        | 4 772 813   | 4 772 739   | 74         | 0,002     | 183636   |
| Израиль | Израиль                                             | 4 723 607   | 4 698 956   | 11 865     | 0,251     | 506499   |
| Таиланд | Таиланд                                             | 4 707 244   | 4 649 509   | 33 180     | 0,705     | 67171    |
| Бельгия | Бельгия                                             | 4 636 264   | 4 582 807   | 33 057     | 0,713     | 397339   |
| Чехия | Чехия                                               | 4 559 200   | 4 507 686   | 41 888     | 0,919     | 424634   |
| Канада | Канада                                              | 4 408 276   | 4 302 825   | 47 781     | 1,084     | 114833   |
| Швейцария | Швейцария                                           | 4 317 035   | 4 222 548   | 14 318     | 0,332     | 492046   |
| Перу | Перу                                                | 4 266 251   | 3 971 278   | 217 428    | 5,096     | 126654   |
| Южно-Африканская Республика | Южно-Африканская Республика                         | 4 042 208   | 3 912 506   | 102 464    | 2,535     | 66532    |
| Филиппины | Филиппины                                           | 4 037 547   | 3 954 477   | 64 658     | 1,601     | 35886    |
| Румыния | Румыния                                             | 3 296 834   | 3 225 629   | 67 276     | 2,041     | 173232   |
| Дания | Дания                                               | 3 148 210   | 3 135 434   | 7537       | 0,239     | 539544   |
| Швеция | Швеция                                              | 2 632 091   | 2 593 838   | 21 095     | 0,801     | 257569   |
| Ирак | Ирак                                                | 2 463 724   | 2 437 149   | 25 364     | 1,029     | 58431    |
| Сербия | Сербия                                              | 2 424 048   | 2 395 750   | 17 392     | 0,717     | 280139   |
| Сингапур | Сингапур                                            | 2 169 201   | 2 093 063   | 1703       | 0,079     | 364967   |
| Венгрия | Венгрия                                             | 2 166 352   | 2 104 358   | 48 287     | 2,229     | 225515   |
| Гонконг | Гонконг                                             | 2 128 382   | 1 880 869   | 10 762     | 0,506     | 279892   |
| Бангладеш | Бангладеш                                           | 2 036 597   | 1 985 899   | 29 433     | 1,445     | 12131    |
| Новая Зеландия | Новая Зеландия                                      | 1 945 117   | 1 915 871   | 3297       | 0,170     | 397108   |
| Словакия | Словакия                                            | 1 856 083   | 1 834 064   | 20 734     | 1,117     | 339930   |
| Грузия | Грузия                                              | 1 805 698   | 1 776 548   | 16 881     | 0,935     | 454980   |
| Иордания | Иордания                                            | 1 746 997   | 1 731 007   | 14 122     | 0,808     | 169597   |
| Ирландия | Ирландия                                            | 1 678 827   | 1 666 088   | 8131       | 0,484     | 334414   |
| Пакистан | Пакистан                                            | 1 575 250   | 1 538 689   | 30 632     | 1,945     | 6864     |
| Норвегия | Норвегия                                            | 1 469 233   | 1 462 530   | 4325       | 0,294     | 266582   |
| Финляндия | Финляндия                                           | 1 405 255   | 1 361 449   | 7448       | 0,530     | 252973   |
| Казахстан | Казахстан                                           | 1 397 084   | 1 380 356   | 13 693     | 0,980     | 72746    |
| Болгария | Болгария                                            | 1 287 409   | 1 244 867   | 38 044     | 2,955     | 188091   |
| Литва | Литва                                               | 1 276 600   | 1 261 845   | 9434       | 0,739     | 479617   |
| Марокко | Марокко                                             | 1 269 002   | 1 251 428   | 16 284     | 1,283     | 33596    |
| Словения | Словения                                            | 1 260 071   | 1 238 696   | 6936       | 0,550     | 606377   |
| Хорватия | Хорватия                                            | 1 254 083   | 1 234 598   | 17 330     | 1,382     | 308942   |
| Ливан | Ливан                                               | 1 220 602   | 1 087 587   | 10 737     | 0,880     | 182592   |
| Гватемала | Гватемала                                           | 1 157 543   | 1 132 426   | 19 952     | 1,724     | 62287    |
| Тунис | Тунис                                               | 1 147 072   | н/д         | 29 268     | 2,552     | 95219    |
| Коста-Рика | Коста-Рика                                          | 1 146 135   | 860 711     | 9038       | 0,789     | 221161   |
| Куба | Куба                                                | 1 111 398   | 1 102 783   | 8530       | 0,768     | 98305    |
| Боливия | Боливия                                             | 1 111 357   | 1 077 956   | 22 248     | 2,002     | 92670    |
| Объединённые Арабские Эмираты | Объединённые Арабские Эмираты                       | 1 044 468   | 1 024 155   | 2348       | 0,225     | 103600   |
| Эквадор | Эквадор                                             | 1 011 132   | 973 448     | 35 940     | 3,554     | 55822    |
| Панама | Панама                                              | 1 002 161   | 985 881     | 8526       | 0,851     | 225358   |
| Непал | Непал                                               | 1 000 894   | 988 719     | 12 019     | 1,201     | 33114    |
| Беларусь | Беларусь                                            | 994 037     | 985 592     | 7118       | 0,716     | 105381   |
| Уругвай | Уругвай                                             | 993 875     | 985 312     | 7537       | 0,758     | 284288   |
| Монголия | Монголия                                            | 993 037     | 986 700     | 2179       | 0,219     | 293965   |
| Латвия | Латвия                                              | 961 627     | 950 319     | 6086       | 0,633     | 520125   |
| Саудовская Аравия | Саудовская Аравия                                   | 825 640     | 813 180     | 9465       | 1,146     | 23034    |
| Азербайджан | Азербайджан                                         | 824 385     | 814 148     | 9981       | 1,211     | 80036    |
| Парагвай | Парагвай                                            | 718 164     | 698 317     | 19 621     | 2,732     | 98300    |
| Бахрейн | Бахрейн                                             | 696 451     | 693 962     | 1536       | 0,221     | 390391   |
| Флаг Шри-Ланки | Шри-Ланка                                           | 671 687     | 654 803     | 16 805     | 2,502     | 31131    |
| Кувейт | Кувейт                                              | 662 672     | 659 992     | 2570       | 0,388     | 151284   |
| Доминиканская Республика | Доминиканская Республика                            | 650 381     | 644 066     | 4384       | 0,674     | 58824    |
| Мьянма | Мьянма                                              | 633 261     | 607 777     | 19 488     | 3,077     | 11466    |
| Палестина (историческая область) | Палестина                                           | 620 816     | 614 962     | 5404       | 0,870     | 116137   |
| Республика Кипр | Республика Кипр                                     | 614 237     | 601 436     | 1226       | 0,200     | 502079   |
| Эстония | Эстония                                             | 609 233     | 524 990     | 2790       | 0,458     | 460873   |
| Молдова | Молдова                                             | 595 073     | 504 142     | 11 918     | 2,003     | 148280   |
| Венесуэла | Венесуэла                                           | 547 631     | 540 742     | 5828       | 1,064     | 18712    |
| Египет | Египет                                              | 515 645     | н/д         | 24 613     | 4,773     | 4857     |
| Ливия | Ливия                                               | 507 084     | 500 604     | 6437       | 1,269     | 72021    |
| Эфиопия | Эфиопия                                             | 494 645     | 472 452     | 7572       | 1,531     | 4094     |
| Катар | Катар                                               | 478 848     | 476 620     | 685        | 0,143     | 160692   |
| Реюньон | Реюньон                                             | 477 305     | н/д         | 903        | 0,189     | 525631   |
| Гондурас | Гондурас                                            | 458 569     | н/д         | 11 051     | 2,410     | 44864    |
| Армения | Армения                                             | 445 737     | 434 866     | 8710       | 1,954     | 149981   |
| Босния и Герцеговина | Босния и Герцеговина                                | 400 564     | 378 402     | 16 202     | 4,045     | 123276   |
| Оман | Оман                                                | 399 027     | 384 669     | 4260       | 1,068     | 74949    |
| Флаг Северной Македонии | Северная Македония                                  | 344 710     | 334 335     | 9568       | 2,776     | 165622   |
| Кения | Кения                                               | 341 696     | 335 359     | 5684       | 1,663     | 6078     |
| Замбия | Замбия                                              | 333 746     | 329 690     | 4019       | 1,204     | 17141    |
| Албания | Албания                                             | 333 360     | 328 211     | 3593       | 1,078     | 116300   |
| Китай | Китай                                               | 327 964     | 283 983     | 5233       | 1,596     | 226      |
| Ботсвана | Ботсвана                                            | 326 633     | 323 747     | 2790       | 0,854     | 133802   |
| Люксембург | Люксембург                                          | 297 757     | 288 991     | 1133       | 0,381     | 463528   |
| Черногория | Черногория                                          | 283 750     | 280 725     | 2790       | 0,983     | 451867   |
| Алжир | Алжир                                               | 271 096     | 182 567     | 6881       | 2,538     | 5978     |
| Нигерия | Нигерия                                             | 266 283     | 259 640     | 3155       | 1,185     | 1229     |
| Зимбабве | Зимбабве                                            | 257 893     | 251 904     | 5606       | 2,174     | 16821    |
| Узбекистан | Узбекистан                                          | 246 674     | 241 486     | 1637       | 0,664     | 7174     |
| Бруней | Бруней                                              | 241 044     | 222 140     | 225        | 0,093     | 541148   |
| Мозамбик | Мозамбик                                            | 230 624     | 228 310     | 2226       | 0,965     | 6970     |
| Мартиника | Мартиника                                           | 224 468     | н/д         | 1071       | 0,477     | 600042   |
| Лаос | Лаос                                                | 216 780     | н/д         | 758        | 0,350     | 28977    |
| Исландия | Исландия                                            | 207 171     | н/д         | 219        | 0,106     | 599812   |
| Кыргызстан | Кыргызстан                                          | 206 530     | 196 406     | 2991       | 1,448     | 30696    |
| Афганистан | Афганистан                                          | 206 073     | 183 805     | 7834       | 3,802     | 5056     |
| Сальвадор | Сальвадор                                           | 201 785     | 179 410     | 4230       | 2,096     | 30805    |
| Гваделупа | Гваделупа                                           | 197 918     | н/д         | 995        | 0,503     | 495050   |
| Мальдивы | Мальдивы                                            | 185 618     | 163 687     | 311        | 0,168     | 343111   |
| Тринидад и Тобаго | Тринидад и Тобаго                                   | 185 377     | 180 912     | 4267       | 2,302     | 131792   |
| Гана | Гана                                                | 171 009     | 169 527     | 1461       | 0,854     | 5279     |
| Намибия | Намибия                                             | 169 946     | 165 826     | 4080       | 2,401     | 64523    |
| Уганда | Уганда                                              | 169 733     | н/д         | 3630       | 2,139     | 3505     |
| Ямайка | Ямайка                                              | 151 931     | н/д         | 3320       | 2,185     | 50897    |
| Камбоджа | Камбоджа                                            | 138 120     | 135 001     | 3056       | 2,213     | 8045     |
| Руанда | Руанда                                              | 132 643     | 131 112     | 1467       | 1,106     | 9679     |
| Камерун | Камерун                                             | 123 993     | 118 616     | 1965       | 1,585     | 4442     |
| Мальта | Мальта                                              | 115 839     | 114 444     | 809        | 0,698     | 260879   |
| Ангола | Ангола                                              | 104 676     | 102 367     | 1924       | 1,838     | 2988     |
| Барбадос | Барбадос                                            | 103 955     | 102 435     | 564        | 0,543     | 360926   |
| Гвиана (департамент Франции) | Французская Гвиана                                  | 96 389      | н/д         | 411        | 0,426     | 306806   |
| Джерси (остров) · Гернси (коронное владение) | Джерси 00 Нормандские Гернси 00000 острова          | 96 028      | 95 304      | 207        | 0,216     | 544182   |
| Демократическая Республика Конго | Демократическая Республика Конго                    | 94 204      | н/д         | 1455       | 1,545     | 989      |
| Сенегал | Сенегал                                             | 88 873      | 86 872      | 1968       | 2,214     | 5034     |
| Малави | Малави                                              | 88 086      | 85 009      | 2685       | 3,048     | 4365     |
| Кот-д’Ивуар | Кот-д’Ивуар                                         | 87 887      | 87 049      | 830        | 0,944     | 3168     |
| Суринам | Суринам                                             | 81 581      | н/д         | 1393       | 1,708     | 136690   |
| Французская Полинезия | Французская Полинезия                               | 77 137      | н/д         | 649        | 0,841     | 271452   |
| Новая Каледония | Новая Каледония                                     | 76 051      | 74 603      | 314        | 0,413     | 261420   |
| Эсватини | Эсватини                                            | 73 770      | 72 255      | 1422       | 1,928     | 62263    |
| Гайана | Гайана                                              | 71 627      | 70 221      | 1285       | 1,794     | 90205    |
| Белиз | Белиз                                               | 69 048      | 68 325      | 688        | 0,996     | 167515   |
| Фиджи | Фиджи                                               | 68 375      | 66 440      | 878        | 1,284     | 75181    |
| Мадагаскар | Мадагаскар                                          | 67 259      | 65 450      | 1412       | 2,099     | 2305     |
| Судан | Судан                                               | 63 637      | 58 016      | 4990       | 7,841     | 1384     |
| Мавритания | Мавритания                                          | 63 420      | 62 420      | 997        | 1,572     | 12938    |
| Кабо-Верде | Кабо-Верде                                          | 63 051      | 62 473      | 412        | 0,653     | 111068   |
| Бутан | Бутан                                               | 62 503      | 61 564      | 21         | 0,034     | 79324    |
| Сирия | Сирия                                               | 57 400      | 54 230      | 3163       | 5,510     | 2964     |
| Бурунди | Бурунди                                             | 50 639      | 50 418      | 38         | 0,075     | 4011     |
| Сейшельские Острова | Сейшельские Острова                                 | 50 068      | 49 606      | 171        | 0,342     | 503570   |
| Габон | Габон                                               | 48 973      | 48 582      | 306        | 0,625     | 21005    |
| Андорра | Андорра                                             | 47 219      | 46 731      | 157        | 0,324     | 609568   |
| Папуа — Новая Гвинея | Папуа — Новая Гвинея                                | 46 182      | н/д         | 668        | 1,446     | 4970     |
| Кюрасао | Кюрасао                                             | 45 986      | 44 720      | 295        | 0,064     | 277812   |
| Аруба | Аруба                                               | 43 641      | 42 438      | 236        | 0,541     | 405552   |
| Майотта | Майотта                                             | 41 206      | н/д         | 187        | 0,454     | 143947   |
| Маврикий | Маврикий                                            | 41 042      | 41 042      | 1032       | 2,514     | 32197    |
| Танзания | Танзания                                            | 40 656      | н/д         | 845        | 2,078     | 642      |
| Того | Того                                                | 39 330      | 39 035      | 290        | 0,737     | 4531     |
| Гвинея | Гвинея                                              | 38 153      | 37 218      | 464        | 1,216     | 2752     |
| Остров Мэн | Остров Мэн                                          | 38 008      | н/д         | 116        | 0,305     | 443335   |
| Багамские Острова | Багамские Острова                                   | 37 483      | 36 360      | 833        | 2,222     | 93587    |
| Фарерские острова | Фарерские острова                                   | 34 658      | н/д         | 28         | 0,081     | 703959   |
| Лесото | Лесото                                              | 34 490      | 25 980      | 706        | 2,047     | 15852    |
| Республика Гаити | Гаити                                               | 33 862      | 32 897      | 860        | 2,540     | 2899     |
| Мали | Мали                                                | 32 760      | 31 941      | 742        | 2,265     | 1526     |
| Острова Кайман | Острова Кайман                                      | 31 359      | н/д         | 36         | 0,115     | 466118   |
| Сент-Люсия | Сент-Люсия                                          | 29 550      | 29 095      | 404        | 1,367     | 159632   |
| Бенин | Бенин                                               | 27 980      | 27 746      | 163        | 0,583     | 2189     |
| Сомали | Сомали                                              | 27 254      | н/д         | 1361       | 4,994     | 1618     |
| Республика Конго | Республика Конго                                    | 25 375      | 24 006      | 386        | 1,521     | 4377     |
| Соломоновы Острова | Соломоновы Острова                                  | 24 575      | н/д         | 153        | 0,623     | 34077    |
| Восточный Тимор | Восточный Тимор                                     | 23 354      | 23 102      | 138        | 0,591     | 17054    |
| Федеративные Штаты Микронезии | Микронезия                                          | 22203       | н/д         | 55         | 0,248     | 188979   |
| Сан-Марино | Сан-Марино                                          | 22 167      | 21 826      | 119        | 0,537     | 650345   |
| Буркина-Фасо | Буркина-Фасо                                        | 21 631      | 21 143      | 387        | 1,789     | 979      |
| Лихтенштейн | Лихтенштейн                                         | 20 933      | 20 784      | 87         | 0,416     | 545315   |
| Гибралтар | Гибралтар                                           | 20 184      | н/д         | 110        | 0,545     | 598861   |
| Гренада | Гренада                                             | 19 613      | 19 358      | 237        | 1,208     | 172840   |
| Никарагуа | Никарагуа                                           | 18 491      | н/д         | 225        | 1,217     | 2728     |
| Бермудские Острова | Бермудские Острова                                  | 18 463      | 18 289      | 151        | 0,818     | 298084   |
| Южный Судан | Южный Судан                                         | 18 350      | 18 115      | 138        | 0,752     | 1579     |
| Таджикистан | Таджикистан                                         | 17 786      | 17 264      | 125        | 0,703     | 1784     |
| Экваториальная Гвинея | Экваториальная Гвинея                               | 17 183      | 16 879      | 183        | 1,065     | 11481    |
| Тонга | Тонга                                               | 16 182      | 15 638      | 12         | 0,074     | 150182   |
| Самоа | Самоа                                               | 15 967      | н/д         | 29         | 0,182     | 78951    |
| Доминика | Доминика                                            | 15 760      | 15 673      | 74         | 0,470     | 217848   |
| Джибути | Джибути                                             | 15 690      | 15 427      | 189        | 1,205     | 15441    |
| Маршалловы Острова | Маршалловы Острова                                  | 15 541      | 15 390      | 17         | 0,109     | 258771   |
| Монако | Монако                                              | 15 472      | 15 268      | 63         | 0,407     | 388910   |
| Центральноафриканская Республика | Центральноафриканская Республика                    | 15 311      | 14 615      | 113        | 0,738     | 3052     |
| Гамбия | Гамбия                                              | 12 586      | 12 189      | 372        | 2,956     | 4919     |
| Сен-Мартен (владение Франции) | Сен-Мартен (Франция)                                | 12 058      | н/д         | 63         | 0,522     | 303499   |
| Гренландия (административная единица) | Гренландия                                          | 11 971      | н/д         | 21         | 0,175     | 210117   |
| Вануату | Вануату                                             | 11 952      | 11 937      | 14         | 0,117     | 37137    |
| Йемен | Йемен                                               | 11 945      | 9124        | 2159       | 18,075    | 383      |
| Бонайре, Синт-Эстатиус и Саба | Бонайре, Синт-Эстатиус и Саба                       | 11 426      | 10 476      | 36         | 0,315     | 428791   |
| Синт-Мартен | Синт-Мартен (Нидерланды)                            | 10 931      | 10 833      | 89         | 0,814     | 248624   |
| Эритрея | Эритрея                                             | 10 189      | 10 086      | 103        | 1,011     | 2782     |
| Нигер | Нигер                                               | 9031        | 8890        | 312        | 3,455     | 381      |
| Антигуа и Барбуда | Антигуа и Барбуда                                   | 9106        | 8954        | 146        | 1,603     | 91509    |
| Коморы | Коморы                                              | 8965        | 8786        | 161        | 1,796     | 9880     |
| Гвинея-Бисау | Гвинея-Бисау                                        | 8848        | 8642        | 176        | 1,989     | 4288     |
| Либерия | Либерия                                             | 8022        | 7715        | 294        | 3,665     | 1512     |
| Сьерра-Леоне | Сьерра-Леоне                                        | 7759        | н/д         | 126        | 1,624     | 934      |
| Чад | Чад                                                 | 7646        | н/д         | 194        | 2,537     | 439      |
| Виргинские Острова (Великобритания) | Виргинские Острова (Брит.)                          | 7305        | н/д         | 64         | 0,876     | 238757   |
| Сент-Винсент и Гренадины | Сент-Винсент и Гренадины                            | 7112        | 6641        | 115        | 1,617     | 63756    |
| Сент-Китс и Невис | Сент-Китс и Невис                                   | 6552        | 6482        | 46         | 0,702     | 121624   |
| Теркс и Кайкос | Теркс и Кайкос                                      | 6446        | 6392        | 36         | 0,558     | 162200   |
| Острова Кука | Острова Кука                                        | 6389        | 6384        | 1          | 0,016     | 363610   |
| Сан-Томе и Принсипи | Сан-Томе и Принсипи                                 | 6278        | 6201        | 77         | 1,227     | 27574    |
| Палау | Палау                                               | 5785        | 5622        | 7          | 0,121     | 317282   |
| Сен-Бартелеми (заморское сообщество) | Сен-Бартелеми                                       | 5348        | н/д         | 6          | 0,112     | 537758   |
| Науру | Науру                                               | 4621        | 4609        | 1          | 0,022     | 423828   |
| Ангилья | Ангилья                                             | 3904        | 3879        | 12         | 0,307     | 256336   |
| Кирибати | Кирибати                                            | 3430        | 2703        | 13         | 0,379     | 27792    |
| Сен-Пьер и Микелон | Сен-Пьер и Микелон                                  | 3282        | н/д         | 1          | 0,030     | 569891   |
| Тувалу | Тувалу                                              | 2805        | н/д         |            | 0         | 232471   |
| Фолклендские острова | Фолклендские острова                                | 1930        | 1930        | 0          | 0         | 545352   |
| Острова Святой Елены, Вознесения и Тристан-да-Кунья | Острова Святой Елены, Вознесения и Тристан-да-Кунья | 1806        | н/д         | 0          | 0         | 295339   |
| Монтсеррат | Монтсеррат                                          | 1403        | 1376        | 8          | 0,570     | 282578   |
| Макао | Макао                                               | 808         | 791         | 6          | 0,743     | 1211     |
| Уоллис и Футуна | Уоллис и Футуна                                     | 761         | н/д         | 7          | 0,920     | 69295    |
| Ниуэ | Ниуэ                                                | 147         | 106         | 0          | 0         | 90629    |
| Ватикан | Ватикан                                             | 29          | 29          | 0          | 0         | 36295    |
| Сахарская Арабская Демократическая Республика | Западная Сахара                                     | 10          | 9           | 1          | 10,000    | 16       |
| Туркменистан | Туркменистан                                        | 0           |             |            |           |          |
| Морские суда, классифицируемые как международный транспорт |                                                     |             |             |            |           |          |
| | Diamond Princess                                    | 712         | 699         | 13         | 1,826     | —        |
| | Zaandam                                             | 9           | 7           | 2          | 22,222    | —        |
| Примечания |                                                     |             |             |            |           |          |
| 1. 2. — Больных нет. Все больные выздоровели — Больных нет. Все больные выздоровели или умерли Летальность представляет собой долю умерших от заболевания людей, выраженную в процентах. При закончившейся эпидемии или закончившихся случаях заболеваний она рассчитывается по формуле: Летальность = (Число умерших / Число заболевших) • 100 В связи с высоким уровнем летальности, статистические службы воздерживаются от публикации уровня летальности для отдельно взятых стран. Вместо этого публикуется так называемая "наивная" версия летальности. В этом случае в число заболевших входят все, включая заболевших с неизвестным исходом. Предполагается (наивно), что все случаи заболеваний с неизвестным исходом будут вылечены, и не повлияют на число умерших. |                                                     |             |             |            |           |          |

## Потери медицинского персонала
Согласно мета-обзорам от июня 2020 года, в которых изучались данные из 13 стран, около 10 % (от 5 % до 15 %) выявленных заболевших являлись медицинскими работниками. Летальность среди них оценивается в 0,3 % (от 0.2 до 0,4 %), что ниже чем среди всего населения. Такая разница может объясняться меньшим возрастом медиков, меньшей распространённостью хронических заболеваний среди них, лучшим доступом к медицинским услугам.

### Россия
Имена и фамилии погибших медиков опубликованы в «Списке памяти», который ведут российские врачи.

## Конспирологические теории
ООН утверждает, что преступники продают поддельные лекарства от COVID-19 и совершают кибератаки на важные электронные системы хранения информации. Более того, во многих источниках появляется носящая конспирологический характер информация о связи технологии 5G с заболеваемостью. Всемирная организация здравоохранения также подверглась атакам и просит общественность сохранять бдительность в отношении мошеннических электронных сообщений.
«Бороться приходится не только с эпидемией COVID-19, но и с „инфодемией“ — распространением недостоверной информации», — заявил Генеральный директор ВОЗ доктор Тедрос Гебрейесус.

## Оценки смертности
Согласно отчёту ВОЗ, опубликованному 5 мая 2022 года, избыточная смертность от пандемии на планете в 2020 и 2021 годах составляет 14,9 миллионов человек (в диапазоне от 13,3 млн человек до 16,6 млн.), что почти в три раза превышает официально зарегистрированное число погибших. Более двух третей (68 %) приходится всего на 10 стран. На страны со средним уровнем дохода, где и тестирование на COVID-19, и регистрация смертей неоднородны, приходится 81 % избыточных смертей по сравнению с 15 % в странах с высоким уровнем доходов. Число смертей среди мужчин выше, чем среди женщин. Смертельные случаи также были, в первую очередь, среди пожилых людей, при этом 82 %, по оценкам, произошли в возрасте от 60 лет.
Власти Индии подвергли доклад критике. ВОЗ оценила количество смертей от пандемии в стране в 2020 и 2021 годах от 3,3 до 6,5 миллионов человек, что примерно в 10 раз превышает официальное число в 481 тысячу человек (за тот же период). Министерство здравоохранения и благополучия семьи Индии «возмущается методологией». При этом Шахид Джамиль, вирусолог и бывший председатель индийского комитета по секвенированию генома SARS-CoV-2, отметил, что доверяет оценкам ВОЗ больше, чем цифрам правительства. По его мнению, официальные данные очень низкие и «те из нас, кто был там и испытал это, знают, что это очень низко».
Официальная статистика смертности от пандемии ниже оценок избыточной смертности из-за таких проблем как отсутствие данных в десятках стран, несвоевременная и неполная отчётность. Поэтому исследователи-статистики и специалисты по обработке и анализу данных сравнивают общие показатели смертности за период пандемии и эти показатели за годы до пандемии. Оценки избыточной смертности также основаны в том числе на компьютерных моделях, так как даже данные о смертности недоступны для многих стран. В мире ещё до пандемии порядка шести из десяти смертей не были зарегистрированы. Анализ ВОЗ включает как смерти, непосредственно связанные с COVID-19, так и косвенные смерти, включая тех, кто не смог получить доступ к медицинской помощи по другим случаям, например, из-за перегрузки или приостановки оказания услуг. Также вычитаются предотвращённые смерти, например, из-за более низкого риска дорожно-транспортных происшествий во время карантина. Эксперты отметили, что строгие карантинные меры не предопределяют успех в борьбе с COVID-19. ВОЗ полагает, что число избыточных смертей на 100 000 человек даёт более объективную картину, чем абсолютные данные о смертности от COVID-19.
The Economist оценивал потери от 12,3 до 21,3 миллиона дополнительных смертей в 2020 и 2021 годах. Третье исследование, проведённое Институтом показателей и оценки здоровья, Сиэтл, штат Вашингтон, дало оценку от 17,1 до 19,6 миллионов человек. В использованных моделях применялись разные наборы данных и методы, которые дают разные результаты. При этом исследователь Ариэль Карлински, работавший над проектом ВОЗ, отметил, что модель будет ещё улучшена. По его мнению, в целом необходим надзор за смертностью от всех причин, что поможет лучше узнать о жертвах других бедствий и может даже предупредить о следующей возможной пандемии.

## Диагностика
Тестирование на коронавирусную болезнь 2019 (COVID-19) и связанный с ней вирус SARS-CoV-2 производится чаще всего двумя основными методами: молекулярным распознаванием фрагментов вируса и серологическое тестирование для поиска антител. Молекулярные методы используют полимеразную цепную реакцию (ПЦР) для обнаружения последовательностей нуклеиновых кислот, соответствующих участкам генома вируса. Образцом для них служит содержимое дыхательных путей, получаемое например мазком из носоглотки или из мокроты, длительность проведения теста составляет несколько часов без учёта логистики и перепроверки. Серологическое тестирование проводится на образцах крови с применением наборов для обнаружения присутствия антител, вырабатываемых иммунной системой против нескольких белков вируса. Положительный тест на антитела сохраняется достаточно длительное время после устранения инфекции, и поэтому используется для наблюдения и в исследовательских целях.